# Alberto Sordi
Alberto Sordi (Albertone) (ur. 15 czerwca 1920 w Rzymie, zm. 25 lutego 2003) – włoski aktor, piosenkarz i reżyser.

## Życiorys
Ikona kina włoskiego w filmach komediowych i dramatycznych. Jego kariera rozpoczęła się pod koniec 1930 roku. Po II wojnie światowej rozpoczął pracę, dubbingując Olivera Hardy’ego we włoskich wersjach filmów z Flipem i Flapem. Grał w filmach Federico Felliniego – Biały szejk (Lo sceicco bianco, 1952) i Wałkonie (I vitelloni, 1953). W 1959 roku zagrał w filmie Wielka wojna Mario Monicelliego, uważanym przez krytyków za jedną z najlepszych komedii włoskich. Przez Hollywood nagrodzony został Złotym Globem dla najlepszego aktora w filmie komediowym za rolę w filmie Szatan (Il diavolo, 1963).
Wyreżyserował również kilkanaście filmów, m.in. Tutti dentro (1984), w którym zagrał sędziego.
Był członkiem jury konkursu głównego na 35. MFF w Berlinie w 1985 roku.
Sordi zmarł krótko przed 83. urodzinami po ataku serca. Tłum ponad miliona zgromadzonych złożył mu ostatni hołd na pogrzebie w bazylice św. Jana na Lateranie (był to największy pogrzeb w dziejach Rzymu, następnym był pogrzeb papieża Jana Pawła II, który zmarł w 2005 roku).

## Filmografia

### Aktor (wybór)
- 1951: Mamma mia! (Mamma mia, che impressione!) jako Alberto
- 1952: Biały szejk (Lo sceicco bianco) jako Fernando Rivoli, biały szejk
- 1953: Wałkonie (I vitelloni) jako Alberto
- 1953: Dwie noce z Kleopatrą (Due notti con Cleopatra) jako Cezar
- 1954: Amerykanin w Rzymie (Un americano a Roma) jako Nando Moriconi
- 1954: Dzień z życia sędziego (Un giorno di pretura) jako Nando Mericoni
- 1954: Tempi nostri jako kochanek
- 1955: Bravissimo jako Ubaldo Impallato
- 1955: Accadde al penitenziario jako Giulio Parmitoni
- 1956: Mi permette, babbo! jako Rodolfo Nardi
- 1957: Hrabia Max (Il conte Max) jako Alberto Boccetti
- 1957: Pożegnanie z bronią jako ojciec Galli
- 1958: Złodziej on, złodziej pan (Ladro lui, ladro lei) jako Cencio
- 1958: Fortunella jako Peppino
- 1958: Letnie opowieści (Racconti d'estate) jako Aristarco Battistini
- 1959: Wdowiec (Il vedovo) jako Alberto Nardi
- 1959: Wielka wojna  (La grande guerra) jako Oreste Jacovacci
- 1960: Mandacik proszę... (Il vigile) jako Otello Celletti
- 1960: Zbrodnia (Crimen) jako Alberto Franzetti
- 1960: Wszyscy do domu (Tutti a casa) jako płk. Alberto Innocenzi
- 1961: Życie nie jest łatwe (Una vita difficile) jako Silvio Magnozzi
- 1963: Boom (Il boom) jako Giovanni Alberti
- 1963: Szatan (Il diavolo) jako Amedeo Ferretti
- 1965: Ci wspaniali mężczyźni w swych latających maszynach (Those Magnificent Men in Their Flying Machines, Or How I Flew from London to Paris in 25 Hours 11 Minutes) jako hrabia Emilio Ponticelli
- 1967: Czarownice (Le streghe) jako kierowca ciężarówki
- 1968: Lekarz kasy chorych (Il medico della mutua) jako doktor Guido Tersilli
- 1968: Czy nasi bohaterowie zdołają odszukać przyjaciela zaginionego tajemniczo w Afryce? (Riusciranno i nostri eroi a ritrovare l'amico misteriosamente scomparso in Africa?) jako Fausto Di Salvio
- 1969: Il Prof. Dott. Guido Tersilli, promario della clinica Villa Celeste convenzionata con le mutue jako dr Guido Tersilli
- 1971: Włoch szuka żony (Bello, onesto, emigrato Australia sposerebbe compaesana illibata) jako Amedeo Battipaglia
- 1972: Rzym (Roma) jako on sam
- 1972: Gra złudzeń (Lo scopone scientifico) jako Peppino
- 1973: Gwiezdny pył (Polvere di stelle) jako Mimmo Adami
- 1979: Chory z urojenia (Il malato immaginario) jako Argante
- 1986: Troppo forte jako Giangiacomo Pigna Corelli z Selci
- 1988: Kopniak od życia (Una botta di vita) jako Elvio Battistini
- 1989: Narzeczeni  (I promessi sposi) jako Don Abbondio
- 1995: Opowieść o ubogim młodzieńcu (Romanzo di un giovane povero) jako pan Bartoloni

### Reżyser
- Fumo di Londra (1966)
- Scusi, lei è favorevole o contrario? (1966)
- Un italiano in America (1967)
- Amore mio, aiutami (1969)
- Le coppie (segment "La camera")
- Polvere di stelle (1973)
- Finché c'è guerra c'è speranza (1974)
- Il comune senso del pudore (1976)
- Dove vai in vacanza? (1978; segment "Le vacanze intelligenti")
- Io e Caterina (1980)
- Io so che tu sai che io so (1982)
- In viaggio con papà (1982)
- Il tassinaro (1983)
- Tutti dentro (1984)
- Un tassinaro a New York (1987)
- Assolto per aver commesso il fatto (1992)
- Nestore, l'ultima corsa (1994)
- Incontri proibiti (1998)

## Nagrody i nominacje
wygrane
- 1960:	David di Donatello w kategorii Najlepszy aktor za film Wielka wojna
- 1961:	David di Donatello w kategorii Najlepszy aktor za film Wszyscy do domu
- 1964: Złoty Glob w kategorii Najlepszy aktor w komedii lub musicalu za film Szatan
- 1966:	David di Donatello w kategorii Najlepszy aktor pierwszoplanowy za film Fumo di Londra
- 1972:	Srebrny Niedźwiedź w kategorii Najlepszy aktor za film Urlop w więzieniu
- 1972:	David di Donatello w kategorii Najlepszy aktor za film Urlop w więzieniu
- 1973:	David di Donatello w kategorii Najlepszy aktor za film Gra złudzeń
- 1977: David di Donatello w kategorii Najlepszy aktor za film Szaleństwo małego człowieka

nominacje
- 1962:	BAFTA w kategorii Najlepszy aktor zagraniczny za film Najlepszy z wrogów
- 1963:	Złoty Glob	w kategorii Najlepszy aktor w komedii lub musicalu za film Najlepszy z wrogów
- 1966:	Złoty Glob	w kategorii Najlepszy aktor w komedii lub musicalu za film Ci wspaniali mężczyźni w swych latających maszynach